# Gmina Domaradz
Die Gmina Domaradz ist eine Landgemeinde im Powiat Brzozowski der Woiwodschaft Karpatenvorland in Polen. Ihr Sitz ist das gleichnamige Dorf.

## Gliederung
Zur Landgemeinde (gmina wiejska) Domaradz gehören:
- Barycz,
- Domaradz,
- Golcowa mit jeweils einem Schulzenamt.